# The Top
The Top é o quinto álbum de estúdio da banda inglesa de rock The Cure, lançado em 30 de abril de 1984 pela Fiction Records. O álbum entrou no UK Albums Chart no número dez em 12 de maio.
Logo após seu lançamento, a banda embarcou em uma grande turnê pelo Reino Unido, culminando em uma residência de três noites no Hammersmith Odeon em Londres.
| “ | O Dave Allen disse-me que o The Top era apavorante. O Robert ficou realmente obsessivo e soa mesmo assim no album. Tim Pope. | ” |

## Faixas
Todas as faixas por Robert Smith, excepto 2, 6 e 7.

### Edição Original de 1984
1. "Shake Dog Shake" – 4:55
2. "Birdmad Girl" (Smith, Tolhurst) – 4:05
3. "Wailing Wall" – 5:17
4. "Give Me It" – 3:42
5. "Dressing Up" – 2:51
6. "The Caterpillar" (Smith, Tolhurst) – 3:40
7. "Piggy in the Mirror" (Smith, Tolhurst) – 3:40
8. "The Empty World" – 2:36
9. "Bananafishbones" – 3:12
10. "The Top" – 6:50

### "Deluxe Edition" de 2006

#### Disco 1
Álbum original, como acima

#### Disco 2
1. "You Stayed..." (Robert Smith Home demo)
2. "Ariel" (Robert Smith Home demo)
3. "A Hand Inside My Mouth" (Studio demo)
4. "Sadacic" (Robert Smith Studio demo)
5. "Shake Dog Shake" (Studio demo)
6. "Piggy in the Mirror" (Studio demo)
7. "Birdmad Girl" (Studio demo)
8. "Give Me It" (Studio demo)
9. "Throw Your Foot" (Studio demo)
10. "Happy the Man" (Studio demo)
11. "The Caterpillar" (Studio demo)
12. "Dressing Up" (Studio alt mix)
13. "Wailing Wall" (Studio alt mix)
14. "The Empty World" (Live bootleg)
15. "Bananafishbones" (Live bootleg)
16. "The Top" (Live bootleg)
17. "Forever (version)" (Live bootleg)

## Créditos
- Robert Smith - voz, guitarra, vários instrumentos
- Andy Anderson - percussão, bateria
- Laurence Tolhurst - vários Instrumentos
- Porl Thompson - saxofone, teclados e guitarra nas faixas ao vivo no CD2
- Phil Thornalley - baixo nas faixas ao vivo no CD2